# مسابقات فوتبال زیر ۱۶ سال آسیا ۲۰۲۰
مسابقات فوتبال زیر ۱۶ سال آسیا ۲۰۲۰ (انگلیسی: 2020 AFC U-16 Championship‎)به میزبانی کشور بحرین در سال ۲۰۲۰برگزار خواهد شد.
شروع مسابقات در ابتدا بین ۱۶ سپتامبر و ۳ اکتبر ۲۰۲۰ برنامه ریزی شده بود، اما به دلیل همه گیری کرونا دو بار به تعویق افتاد و درنهایت این مسابقات کنسل شد.

## مسابقات
۱۶ تیم شرکت کننده در رقابتهای قهرمانی نوجوانان آسیا ۲۰۲۰ در ۴ گروه ۴ تیمی به شرح زیر به رقابت پرداختند.
گروه A: بحرین، کره شمالی، ایران، قطر
گروه B: تاجیکستان، عمان، یمن، امارات
گروه C: کره جنوبی، استرالیا، هند، ازبکستان
گروه D: ژاپن، اندونزی، عربستان، چین